# Apanteles bactrianus
Apanteles bactrianus är en stekelart som beskrevs av Telenga 1955. Apanteles bactrianus ingår i släktet Apanteles och familjen bracksteklar. Inga underarter finns listade i Catalogue of Life.